# Alex Paust
Alex Paust (* 19. Oktober 1945 in Voßwinkel) ist ein deutscher SPD-Politiker.  Er war Bürgermeister der Stadt Arnsberg.

## Leben
Alex Paust machte nach achtjähriger Volksschule eine Lehre bei der Deutschen Bundespost. Über die Berufsaufbauschule erwarb er dann im Westfalen-Kolleg Dortmund das Abitur und  studierte danach Germanistik und Sozialwissenschaften an der Ruhr-Universität Bochum in Bochum. Nach dem  Abschluss wurde er Lehrer am Graf-Gottfried-Gymnasium (ab 2002 aufgrund einer Schulfusion: Franz-Stock-Gymnasium) in Neheim-Hüsten und blieb dort bis zu seinem Ruhestand Ende des Schuljahres 2009/2010.
Von 1975 bis zum Jahr 2000 war er Mitglied im Rat der Stadt Arnsberg und von 1980 bis 1984 Fraktionsvorsitzender der SPD-Ratsfraktion. Vom 14. Oktober 1984 bis 1999 war er ehrenamtlicher Bürgermeister der Stadt Arnsberg. Bis März 2011 war er Vorsitzender des örtlichen DRK und von 2001 bis April 2010 Vereinsringvorsitzender in seinem Wohnort in Arnsberg-Voßwinkel.

## Ehrungen
Für seine Verdienste um das Gemeinwesen erhielt Alex Paust am 8. Juni 2000 den Ehrenring der Stadt Arnsberg und am 8. Oktober 2004 das Bundesverdienstkreuz am Bande. Die rumänische Partnerstadt Arnsbergs, Alba Iulia, verlieh ihm 1999 das Ehrenbürgerrecht der Stadt.